# 群馬県道104号駒形柴町線
群馬県道104号駒形柴町線（ぐんまけんどう 104ごう こまがたしばまちせん）は群馬県前橋市南東部の駒形地区から伊勢崎市西部に至る一般県道である。

## 概要
起点は駒形地区の中心部で、非常に混雑が激しいが、伊勢崎市北西部の新興開発地区を右折して抜けると田園風景の広がる2車線道となる。
起点から右折するまでの区間は群馬県道2号前橋館林線駒形バイパス開通によって旧道となった道である。

### 路線データ
- 起点：前橋市駒形町（群馬県道27号高崎駒形線起点・群馬県道40号藤岡大胡線交点〈駒形町交差点〉）[注釈 1]
- 終点：伊勢崎市柴町（群馬県道142号綿貫篠塚線交点〈柴町交差点〉）[注釈 2]

## 歴史
- 1959年（昭和34年）9月18日：群馬県より現・道路法に基づき、県道駒形柴町線（勢多郡城南村大字駒形 - 伊勢崎市柴町、整理番号180）が路線認定される[1]。
  - 同日、前身路線にあたる県道駒形本庄線（勢多郡城南村 - 伊勢崎市長沼町〈埼玉県界〉、整理番号140）が路線廃止される[2]。

## 地理

### 通過する自治体
- 前橋市
- 伊勢崎市

### 交差する道路
- 群馬県道27号高崎駒形線 - 起点
- 群馬県道24号高崎伊勢崎線 - 伊勢崎市田中町 （田中十字路交差点）
- 群馬県道24号高崎伊勢崎線バイパス - 伊勢崎市田中町 （田中町南交差点）
- 国道354号 - 終点（伊勢崎市柴町交差点）